# Ma Biao
Ma Biao (馬彪T, 马彪S, Mǎ BiāoP, Ma PiaoW) (1885 – Xining, 1948) è stato un generale cinese musulmano della cricca Ma che prestò servizio nell'Esercito rivoluzionario nazionale sotto Ma Bufang, governatore del Qinghai.
Era un membro della famiglia di Ma Bufang, figlio maggiore di Ma Haiqing 馬海清, che era il sesto figlio più giovane di Ma Haiyan, nonno di Ma Bufang.

## Biografia

### Ribellione dei Boxer
Ma era troppo giovane per partecipare alla Prima guerra sino-giapponese, nella quale avrebbe voluto combattere, ma combatté nei Kansu Braves, al servizio di Ma Haiyan, contro gli stranieri nella ribellione dei Boxer alla Battaglia di Pechino (1900) e aiutò a proteggere la Corte Imperiale quando fu evacuata a Xi'an.

### Guerra Qinghai-Tibet
Fu importante nella guerra Qinghai-Tibet, un teatro della guerra sino-tibetana. Venne inviato, da Ma Bufang, a creare un incidente in un monastero di Yushu dove si scontrò con l'esercito tibetano. Questo evento determinò la fine della guerra Qinghai-Tibet. Nel 1931 Ma Biao venne nominato al comando della Brigata di difesa di Yushu. Egli fu il secondo comandante della brigata succedendo a Ma Xun. Wang Jiamei fu il segretario durante la guerra contro il Tibet. Ma Biao combatté per difendere il piccolo Surmang contro gli attaccanti tibetani il 24-26 marzo 1932. Le forze tibetane d'invasione superavano enormemente quelle del Qinghai di Ma Biao. Cai Zuozhen stava combattendo nella zona del Qinghai contro gli invasori tibetani. Il capo tribale locale buddista Qinghai, Cai Zuozhen, era dalla parte del governo del Qinghai.
Le loro forze si ritirarono nella capitale della contea di Yushu, Jiegue, al comando di Ma Biao, per difenderla contro i tibetani, mentre al governo della Repubblica di Cina sotto Chiang Kai-shek fu chiesto aiuto militare sotto forma di telegrafo senza fili, denaro, munizioni e fucili.
Venne loro inviato un telegrafo senza fili che risolvete il problema delle comunicazione. Ma Xun fu mandato a rinforzare le forze Qinghai e accompagnato da propagandisti e prestatori di cure mediche per intimidire i primitivi abitanti del Tibet.
Ma Xun rinforzò Jiegu dopo che Ma Biao aveva combattuto per più di 2 mesi contro i tibetani il cui esercito contava 3.000 uomini. Sebbene i tibetani superassero di numero i soldati del Qinghai, subirono maggiori perdite in battaglia rispetto all'esercito del Qinghai. I ripetuti attacchi tibetani vennero respinti da Ma Biao, anche se questi erano più numerosi del suo esercito, poiché erano scarsamente preparati per combattere in guerra. I tibetani bombardavano con i cannoni ma l'artiglieria dei cinesi era fuori uso. Venne inviato Ma Lu con alcuni rinforzi per assistere Ma Biao e Ma Xun insieme a La Pingfu. L'assedio di Jiegu fu sventato da La Pingfu il 20 agosto 1932, il quale liberò i soldati di Ma Biao e Ma Xun consentendo di attaccare l'esercito tibetano. Al lancio di bombe a mano seguì il combattimento all'arma bianca mentre l'esercito tibetano veniva massacrato dal gruppo "Grande spada" dell'esercito Qinghai durante un attacco intorno alla mezzanotte ad opere di Ma Biao e Ma Xun. I tibetani subirono enormi perdite e fuggirono dal campo di battaglia mentre erano in rotta. Venne quindi recuperato il territorio occupato dai tibetani a Yushu.
Secondo Cai, sia l'esercito tibetano che i soldati di Ma Biao commisero crimini di guerra. I soldati tibetani avevano violentato suore e donne (locali tibetani del Qinghai) dopo aver saccheggiato i monasteri e distrutto villaggi a Yushu mentre i soldati tibetani che si arrendevano e fuggivano venivano sommariamente giustiziati da quelli di Ma Biao che sequestravano armi ai civili nomadi locali.
Ma Biao ordinò che i libri religiosi, gli oggetti e le statue del monastero tibetano di Gadan, che aveva iniziato la guerra, venissero distrutti. Ordinò anche l'incendio del monastero del capo buddista tibetano Yushu Cai. Cai mentì sul fatto che il tempio era stato bruciato poiché non era riuscito a farlo da sé. Ma Biao prese migliaia di dollari d'argento e oggetti provenienti da nomadi locali come ricompensa per averli aiutati contro l'esercito tibetano invasore. Il 24 e il 27 agosto, a Surmang si verificarono massicci duelli di artiglieria tra i tibetani e l'esercito del Qinghai. Vennero uccisi in battaglia 200 soldati tibetani, da parte dell'esercito Qinghai, nonostante avessero rinforzato le loro posizioni. I tibetani abbandonarono la grande Surmang mentre venivano attaccati da La Pingfu il 2 settembre. A Batang, La Pingfu, Ma Biao e Ma Xun ricevettero i rinforzi di Ma Lu il 20 settembre.
Liu Wenhui, il signore della guerra Xikang, aveva raggiunto un accordo con Ma Bufang e l'esercito Qinghai di Ma Lin per colpire i tibetani a Xikang. Un attacco congiunto di Xikang-Qinghai contro l'esercito tibetano nel monastero di Qingke portò ad una ritirata tibetana dal monastero e dal fiume Jinsha.  Agli ufficiali dell'esercito Xikang fu permesso di impartire ordini ai soldati Qinghai di Ma Bufang, ordini che lo stesso Ma Bufang inviava a mezzo il telegrafo gestito da Liu Wenhui.
La reputazione delle forze musulmane di Ma Bufang venne rafforzata dalla guerra e dalla vittoria contro l'esercito tibetano.
La considerazione su Ma Biao aumentò enormemente durante la guerra e più tardi, nel 1937, le sue battaglie contro i giapponesi gli consentirono di diventare famoso a livello nazionale. Il controllo della Cina sull'area di confine di Kham e Yushu con il Tibet venne affidato all'esercito Qinghai. Le scuole gestite dai musulmani cinesi usarono la loro vittoria nella guerra contro il Tibet per mostrare come difesero l'integrità del territorio cinese, messo in pericolo dall'invasione giapponese.
Ma Biao fu comandante della difesa di Yushu e fu al comando della 1ª Divisione di cavalleria, dell'8° e della 2ª, e fu consigliere militare del consiglio di governo.

### Seconda guerra sino-giapponese
Ma Biao partecipò alle campagne di accerchiamento contro i comunisti.
Combatté nella seconda guerra sino-giapponese e nella guerra civile cinese divenendo tenente generale. Subito dopo l'incidente del ponte di Marco Polo, Ma Bufang creò una divisione di cavalleria al comando del generale musulmano Ma Lu 馬祿 ed un'altra affidata a Ma Biao per essere inviate ad oriente contro i giapponesi. L'etnia turca dei musulmani salar costituiva la maggioranza della 1ª Divisione di cavalleria.
Nel 1937, nella città di Huangzhong nel Qinghai, un giornalista entro nell'aula di una scuola di alfabetizzazione:
(Zhi Kang, “Huangzhong Huijiao cujinhui minzhong shizichu suomiao” [Description of Huangzhong’s Islam Progressive Council’s masses literacy school], Xin xibei 2.1 (1937), 121-122., traduzione da Qinghai Across Frontiers : : State- and Nation-Building under the Ma Family, 1911-1949 di William Brent Haas, p. 155)
Nel 1936 Shao Hongsi scrisse un'opera teatrale sulla guerra contro il Tibet che venne rappresentata nelle "scuole del Consiglio Progressista dell'Islam" di Qinghai. Ma Biao veniva osannato come colui che sconfisse i tibetani. La commedia presentava Ma Biao e Ma Bufang come eroi che avevano difeso Yushu sconfiggendo i tibetani e paragonando l'attacco tibetano all'invasione giapponese della Manciuria, dicendo che i musulmani avevano evitato che lo stesso scenario accadesse a Yushu. Ma Biao e la sua lotta contro i giapponesi venne insegnata nelle scuole dell'Islam Progressive Council of Qinghai. L'enfasi sull'addestramento militare nelle scuole e i loro sforzi per difendere la Cina vennero enfatizzati dai musulmani nella rivista Kunlun. Nel 1939 il merito nelle sue battaglie contro i giapponesi gli venne riconosciuto in tutta la Cina.
“恨不得馬踏倭鬼，給我已死先烈雪仇，與後輩爭光”。 "Sono ansioso di calpestare i "diavoli nani" (un termine dispregiativo per indicare i giapponesi), e vendicherò i martiri già morti, raggiungendo la gloria con le nuove generazioni.." disse Ma Biao riferendosi alle battaglie nel corso della ribellione dei Boxer che aveva combattuto contro i giapponesi prima della seconda guerra mondiale. Al tempo della seconda guerra mondiale era stato nell'esercito per oltre 40 anni, e il suo servizio nella seconda guerra mondiale contro i giapponesi era considerato l'apice delle sue conquiste.
Ma Biao si scontrò con i giapponesi nella Battaglia di Huaiyang.
L'esercito di Ma Bufang combatté a lungo sanguinose battaglie contro i giapponesi nella provincia di Henan e anche contro I loti bianchi che si erano alleati con i giapponesi. Cinesi del Qinghai, Salar, musulmani cinesi, Dongxiang e truppe tibetane costituivano l'esercito di Ma Biao. Decisi a combattere fino alla morte l'esercito imperiale giapponese, si suicidarono rifiutando di essere fatti prigionieri. Quando sconfissero i giapponesi, le truppe musulmane li massacrarono tutti tranne alcuni prigionieri per rimandarli a Qinghai e dimostrare che erano stati vittoriosi. Nel settembre del 1940, quando i giapponesi fecero un'offensiva contro le truppe musulmane del Qinghai, questi tesero un'imboscata ne uccisero così tanti da costringerli a ritirarsi. I giapponesi non riuscivano nemmeno a prendere i loro morti, ai quali tagliavano un braccio da inviare in Giappone per la cremazione. I giapponesi non osarono più fare un'offensiva del genere. Essi erano noti come 马胡子军 o 马回子军 ai giapponesi.
Durante la seconda guerra mondiale, la China Information Publishing Company incluse un articolo su Ma Biao nel Volume 4 della sua pubblicazione "China at War", che parlava sia del suo servizio nella Ribellione dei Boxer del 1900 sia della sua lotta contro i giapponesi nella seconda guerra mondiale a Henan. Secondo l'articolo, conosceva quattro lingue: un dialetto indigeno, tibetano, arabo e cinese. I lamaisti tibetani (buddisti tibetani) costituivano il 20% dei suoi soldati, i cinesi il 30% e varie etnie musulmane il restante 50%. Portava la barba.
Ma Biao fu costretto a ritirarsi e lasciò il campo di battaglia con grande riluttanza. Un suo parente, Ma Bukang, gli succedette nel comando dell'8ª Divisione di cavalleria nell'estate del 1942 e si batté contro i giapponesi.
Ma Biao morì, all'età di 63 anni, in seguito ad un incidente stradale a Xining.